# Lisa Demetz
Lisa Demetz, née le 21 mai 1989 à Bolzano, est une spécialiste italienne du saut à ski. Son club est le CS Esercito (it) (le club sportif de l'Armée de terre italienne).

## Biographie
Lisa Demetz est née Bolzano et a grandi à Ortisei dans le Haut-Adige, elle parle d'ailleurs la langue locale qui est le ladin.
Elle commence le saut à ski à l'âge de 13 ans en 2002 avec l'entraîneur Romed Moroder, et débute les compétitions internationales dès l'année suivante.
Lisa Demetz se blesse au poignet lors d'un entraînement officiel à Park City en juillet 2006, elle reste éloignée des tremplins jusqu'au début 2007.
Elle a fait ses études à l'école de commerce du Schigymnasium de Stams,, qui est un établissement scolaire et universitaire pour skieurs de compétition.

## Parcours sportif
Lisa Demetz commence à participer à des compétitions internationales de saut à ski en 2003 lors de concours « FIS », ses meilleurs résultats sont deux places de 5e à Predazzo les 18 et 19 décembre 2003, elle a alors 14 ans.

### Coupe continentale
Lisa Demetz participe à la Coupe continentale, à l'époque plus haut niveau féminin mondial, dès la toute première épreuve à Park City le 23 juillet 2004, elle prend la 11e place, et la 11e place également le lendemain au même endroit.
Elle obtient son premier podium dans la compétition estivale en 2005 à Meinerzhagen et dans la compétition hivernale en janvier 2006 à Dobbiaco, là où même elle s'offre sa première et unique victoire trois ans plus tard.
Des débuts en 2003 à la saison estivale 2011-2012, Lisa Demetz participe à 117 épreuves de Coupe continentale, n'échouant à se qualifier pour la deuxième manche que deux fois.

### Championnats du monde junior
Lisa Demetz participe aux Championnats du monde junior de saut à ski à Kranj en 2006 où elle prend la quatrième place derrière sa compatriote Elena Runggaldier, la médaille d'argent revenant à Atsuko Tanaka et l'or à Juliane Seyfarth. Lors du championnat 2007 de Tarvisio, finalement disputé à Planica pour cause de manque de neige, Lisa Demetz gagne la médaille d'or, devant Katie Willis et Maja Vtič. Elle participe également aux championnats de Zakopane en 2008 (14e) et de Štrbské Pleso en 2009 (11e).

### Championnats du monde
Lisa Demetz participe aux Championnats du monde de saut à ski de 2009 à Liberec où elle prend la 18eplace.
À Oslo le 25 février 2011, lors d'un concours de championnat du monde difficile en raison du vent et du brouillard, Lisa Demetz se place 8e lors de la première manche, devant Sara Takanashi qui finira 6e, puis termine 13e.

### Saison 2012: coupe du monde
Lisa Demetz participe à la Coupe du monde de saut à ski dès l'épreuve inaugurale le 3 décembre 2011 à Lillehammer où elle prend la 18e place. À Hinterzarten le 7 janvier 2012, elle prend la 3e place d'un concours réduit à une seule manche pour causes de conditions de vent difficiles, puis le lendemain, elle se place 17e, puis 27e à Predazzo le 14 janvier, et 28e le lendemain ; elle occupe alors la 16e place du classement provisoire.
Lors des épreuves d'Hinzenbach, Ljubno et Zao, Lisa Demetz ne fait pas mieux que 24e, échouant même à se qualifier pour le deuxième saut à quatre reprises.
À l'épreuve finale d'Oslo le 9 mars 2012, elle se place 20e ; elle termine à la 22e de la coupe du monde 2012.

### Saison 2013

#### Grand-Prix
Lisa Demetz prend part à la première saison estivale de Grand-Prix en août 2012. Avec ses équipiers italiens Evelyn Insam, Roberto Dellasega et Sebastian Colloredo, elle se place sixième de la toute première épreuve par équipe mixte à Courchevel le 14 août 2012, puis 24e en individuel le lendemain. À Hinterzarten le 17 août, elle échoue à se qualifier pour la deuxième manche, et prend la 38e place.

#### Coupe du monde
Lisa Demetz est inscrite à l'épreuve d'ouverture du 23 novembre 2012 à Lillehammer, mais ne prend pas part aux entraînements officiels ni aux compétitions. Le 28 novembre, lors d'un entraînement avec son équipe sur ce tremplin de Lysgårds de Lillehammer, elle tombe et se blesse au genou. Elle doit subir une intervention chirurgicale aux ligaments croisés, et ne sera pas disponible pour sauter à nouveau avant le mois de mars 2013.

### 2014: fin de carrière
Elle fait son retour en juillet 2013 en participant aux épreuves du Grand Prix. En Coupe du monde, elle termine dans les trente premières à quatre reprises uniquement et échoue à se qualifier pour les Jeux olympiques de Sotchi. Ces résultats en dessous de ses attentes précipitent la décision de Lisa Demetz de quitter la compétition de haut niveau. Elle n'exclut pas un retour dans le monde du sport à l'avenir.

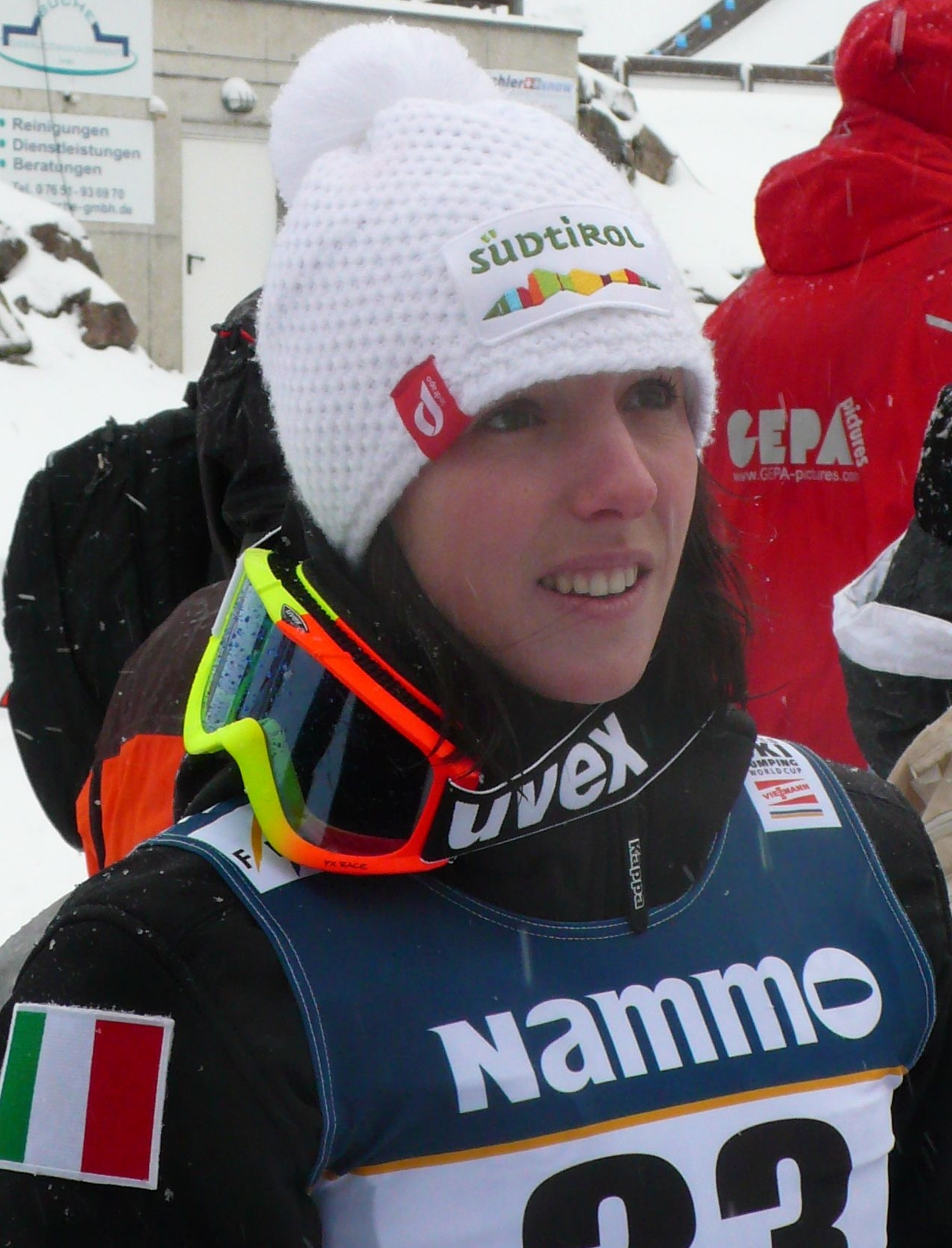
Lisa Demetz en 2012
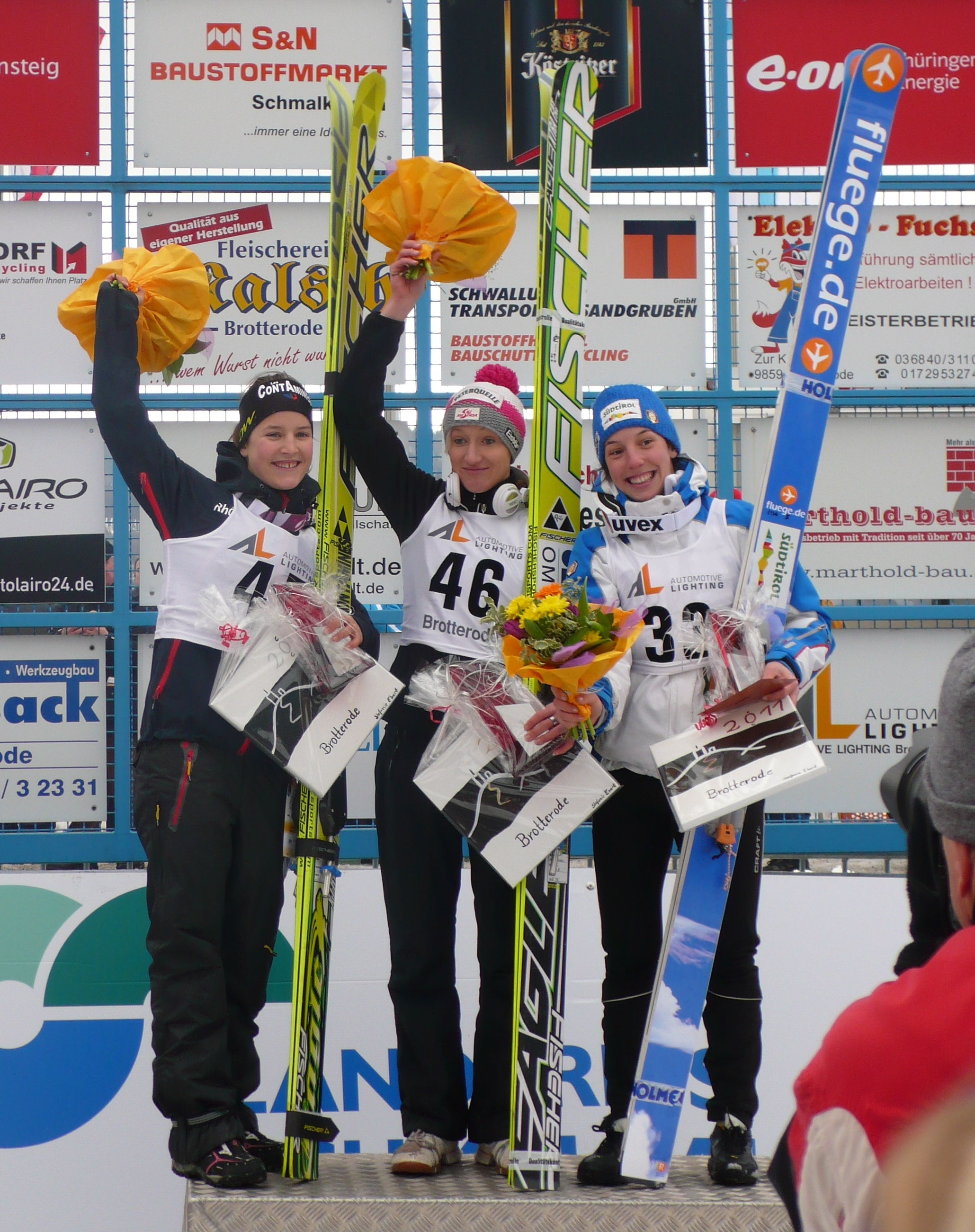
Lisa Demetz troisième à Brotterode, en compagnie de Daniela Iraschko 1re et Coline Mattel 2e.

## Palmarès

### Championnats du monde
| Épreuve / Édition | Liberec 2009 | Oslo 2011 |
| Individuel        | 18e          | 13e       |

### Coupe du monde
- Meilleur classement général : 22e en 2012.
- 1 podium individuel : 1 troisième place.

#### Classements généraux annuels
| Année | Rang |
| 2012  | 22e  |
| 2014  | 50e  |

### Coupe continentale
- Meilleur classement général : 6e en 2006.
- 5 podiums, dont 1 victoire.

### Championnats du monde junior
- Tarvisio 2007 : 
  -  Médaille d'or du concours individuel.